# 本田良一 (ジャーナリスト)
本田 良一（ほんだ りょういち、1959年 - ）は、日本のジャーナリスト。北海道新聞社編集局編集委員。2022年現在は特別編集委員。ロシア報道に長年携わっている。

## 略歴
熊本県生まれ。1982年（昭和57年）に京都大学経済学部を卒業。卒業後古河電工へ入社し、北海道庁勤務を経て、1985年（昭和60年）に北海道新聞社に入社した。北海道新聞社では根室支局、本社（札幌）政治部、ハバロフスク（ロシア連邦）駐在、東京支社政治経済部、モスクワ駐在、国際部、小樽、釧路、函館の各支社報道部などへ配属された。バランス感覚にすぐれた緻密な取材に定評があり、社会福祉、日露関係、漁業問題など幅広い著作をもつ。『日ロ現場史―終わらない戦後』は2013年度日本新聞協会賞、第28回地方出版文化功労賞特別賞を受賞。

## 著作

### 単著
- 『揺れる極東ロシア-国境を行く』北海道新聞社、1996年6月。ISBN 978-4893638359
- 『密漁の海で―正史に残らない北方領土』凱風社、2004年6月。ISBN 4773628154
- 『イワシはどこへ消えたのか―魚の危機とレジーム・シフト』中公新書、2009年3月。ISBN 4121019911
- 『ルポ 生活保護』中公新書、2010年8月。ISBN 978-4-12-102070-3
- 『日ロ現場史―終わらない戦後』北海道新聞社、2013年。ISBN 978-4-89453-714-9
- 『証言 北方領土交渉』中央公論新社、2016年。ISBN 978-4-12-004919-4

### 共著
- 『低所得者に対する支援と生活保護制度』久美（京都）、2011年4月。ISBN 978-4-86189-116-8
- 『生活保護「改革」　ここが焦点だ！』あけび書房、2011年。ISBN 978-4-87154-103-9
- 『ロシアの歴史を知るための５０章』明石書店、2016年。ISBN 978-4-7503-4414-0